# Міко Тріпало
Анте «Міко» Тріпало (хорв. Ante «Miko» Tripalo; нар. 16 листопада 1926, Сінь — пом. 11  грудня 1995, Загреб) — хорватський політик, учасник Другої світової війни, діяч Союзу комуністичної молоді Югославії, секретар Загребського міського комітету СКХ (1962–1966) та Виконавчого комітету ЦК СКХ (1966–1969).
Випускник юридичного факультету. З 1969 р. був членом Виконавчого бюро Президії СКЮ та Президії СФРЮ. Чільний діяч Хорватської весни, прихильник демократизації та більшої самостійності і рівноправності союзних республік. Після партійної конференції в Караджорджево у грудні 1971 р. зміщений із посади, виключений із політичного життя i відправлений на пенсію. 1990 р. — один із провідників Коаліції народної згоди та один із засновників Хорватської народної партії. З 1993 р. — депутат парламенту, один із засновників Хорватського Гельсінського комітету з прав людини та президент Фонду «Відкрите суспільство — Хорватія».